# Пожарный департамент Нью-Йорка
Пожа́рный департа́мент Нью-Йо́рка (англ. Fire Department, City of New York, также New York City Fire Department или сокращённо — NYFD) — департамент правительства города Нью-Йорк, отвечающий за предотвращение и ликвидацию пожаров, осуществление аварийно-спасательных мероприятий на месте пожаров, экстренное реагирование в случаях биологических, химических или радиоактивных аварий, а также оказание первой медицинской помощи лицам, пострадавшим от таких аварий, во всех пяти боро (округах) города Нью-Йорка.
В штате департамента состоит 10 951 пожарных, около 4 274 сотрудников экстренной медицинской помощи, и  2096 человек обслуживающего персонала, что делает нью-йоркскую пожарную службу второй по размеру в мире после токийской.
Департамент организован по принципу воинского подразделения. Административно-хозяйственная деятельность находится в ведении Директора департамента Даниеля Нигро, управление пожарными расчётами осуществляет Руководитель департамента Джеймс Леонард.

## Организация
Как большинство отделов пожарной охраны крупнейших городов в Соединенных Штатах, отдел пожарной охраны  Нью-Йорка организован военизированным способом и во многих случаях повторяет структуру полицейского управления. Исполнительный штат отдела разделен на две области, первый – это гражданский комиссар по тушению пожаров, который выполняет функции главы отдела и занимается всей гражданской частью работы. 
Нынешний комиссар - Дэниел А. Нигро, который сменил на посту Сальваторе Й. Кассано в июне 2014. 
Вторая часть – это исполнительный штат, который включает несколько гражданских лиц, ответственных за многие различные бюро в отделах, и различных руководителей отделов.
Оперативно и географически отделы номинально организованы в пять округов города Нью-Йорка. 
В пределах этих пяти округов существует девять противопожарных подразделений, каждый из которых возглавляет зам.руководителя подразделения. 
В пределах каждого подразделения от четырех до семи батальонов, каждый во главе с руководителем батальона. 
Каждый батальон состоит из трех - восьми пожарных частей и состоит приблизительно из 180-200 пожарных и чиновников. 
Каждая пожарная часть состоит из одного - трех  расчетов. 
Каждый расчет во главе с капитаном, который командует тремя лейтенантами и девятью - двадцатью пожарными.

## Звания FDNY
| Звание | Шеврон (воротник рубашки) | Шеврон (куртка)                                            |
| --- | ------------------------- | ---------------------------------------------------------- |
| Начальник департамента                                                                                                |                           | 5 Золотых стеклярусов / 5 нарукавных полос                 |
| Начальник отдела тушения пожаров / Начальник скорой помощи / Начальник Пожарной школы / Начальник отдела профилактики |                           | 4 Золотых стекляруса / 4 нарукавные полосы                 |
| Зам. начальника департамента общий / Зам. начальника скорой помощи                                                    |                           | 4 Золотых стекляруса / 4 нарукавные полосы                 |
| Помощник заместителя / помощник заместителя деп. скорой помощи                                                        |                           | 4 Золотых стекляруса / 3 нарукавные полосы                 |
| Командир дивизиона (скорой помощи) /Старший капитан                                                                   |                           | 3 Золотых стекляруса / 2 нарукавные полосы                 |
| Супервайзер (Начальник части, станции)                                                                                |                           | 3 Золотых стекляруса / 2 нарукавные полосы                 |
| Начальник батальона (Командир батальона)                                                                              |                           | 2 Золотых стекляруса/ 1 нарукавная полоса                  |
| Начальник батальона                                                                                                   |                           | 2 Золотых скрещенных стекляруса/ 1 нарукавная полоса       |
| Капитан |                           | 2 Серебряных параллельных стекляруса / 2 нарукавные полосы |
| Лейтенант |                           | 1 Серебряный стеклярус / 1 нарукавная полоса               |
| Пожарный (парамедик)                                                                                                  |                           |                                                            |
| Пожарный стажер (Парамедик стажер, обучающийся в школе пожарных)                                                      |                           |                                                            |